# سیارک ۱۰۰۰۰۰

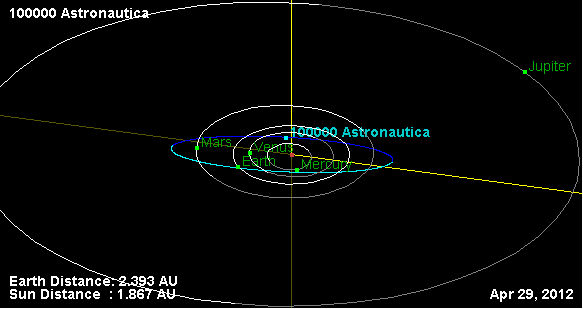
مدار سیارک ۱۰۰۰۰۰

سیارک ۱۰۰۰۰۰ (به انگلیسی: 100000 Astronautica، نامگذاری:1982SH1) صد هزارمین سیارک کشف شده‌است که در ۲۸ سپتامبر ۱۹۸۲ کشف شد.